# Róbert Fazekas
Róbert Fazekas (Hungría, 18 de agosto de 1975) es un atleta húngaro, especialista en la prueba de lanzamiento de disco, en la que ha logrado ser subcampeón mundial en 2003.

## Carrera deportiva
En el Mundial de París 2003 ganó la medalla de plata en el lanzamiento de disco con una marca de 69.01 metros, quedando en el podio tras el lituano Virgilijus Alekna (oro con 69.69 metros) y por delante del bielorruso Vasiliy Kaptyukh (bronce con un lanzamiento de 66.51 metros).